# 喜多那由夏
喜多 那由夏（きた なゆか、1982年4月19日 - ）は、静岡県出身の競艇選手である。登録番号4246。身長155cm。血液型A型。93期。静岡支部所属。同期に渡辺浩司、長尾章平、長田頼宗らがいる。

## 来歴
- やまと競艇学校時代、リーグ戦勝率3.86（準優出以上なし）の成績を残した。
- 2003年11月6日、蒲郡競艇場でデビュー（6着）。
- 2004年11月11日、徳山競艇場での女子リーグで初勝利（119走目）。
- 2008年2月13日、住之江競艇場での「第19回大阪スポーツ賞 アクアクイーンカップ」で初優出（6着）。